# Veranstaltungszentrum Seifenfabrik
Das Veranstaltungszentrum Seifenfabrik ist ein Mehrzweck-Veranstaltungszentrum in Graz am linken Ufer der Mur unmittelbar oberhalb des neuen Puchstegs und steht unter Denkmalschutz (Listeneintrag).

## Geschichte
Pläne zum Bau einer Fäkalienentsorgungsanlage der Stadt Graz wurden am 17. Dezember 1871 von einem Unternehmerkonsortium vorgelegt, welches sich bereit erklärte, „die Abfuhr der menschlichen Ausscheidungen in der Landeshauptstadt Graz zu übernehmen“. Der Bau einer sogenannten Poudrette (Düngemittel)-Fabrik wurde 1872 beschlossen. Die Stadt sicherte den Eigentümern die gesamte anfallende Fäkalmasse zu.
Die ältesten Gebäudestrukturen der Grazer Seifenfabrik wurden im selben Jahr auf der Wohlmutwiese in der damals noch gering besiedelten und zur Gemeinde Liebenau gehörenden Schönau errichtet. Die Anlage liegt nächst dem linken Ufer der Mur auf Höhe des Grazer Ostbahnhofs in der Angergasse im Bezirk Jakomini. Die in rotem Backstein erbauten Fabrikhallen – die hohe Extraktionshalle mit einem Mansardendachstuhl und die langgestreckte niedrige Fachwerkhalle – werden durch einen ca. 50 Meter hohen, viereckig-konischen und frei stehenden Schornstein ergänzt. Der Schlot steht heute durch den Abriss des ehemals anliegenden Heizhauses frei, ist nun jedoch von einem ringförmigen Erdwall umgeben, der mitunter als Sitzwiese dient. Die Pläne der Fabriksgebäude stammen vom Architekten Georg Niemann, der Baumeister war Jakob Bullmann.
Durch die Geruchsbelästigung kam es zu Widerstand seitens der Bevölkerung. Die Besitzer wechselten in den Folgejahren oftmals. Ab 1889 hieß das Werk Podewilsche Fäkalextraktfabrik. 1916 wurde der Komplex in der Bauweise des Jugendstils erweitert. Im Zweiten Weltkrieg wurde der Backsteinbau durch einen Bombentreffer schwer beschädigt. Erst ab 1946 kann man von einer Seifenfabrik sprechen, wobei nicht genau überliefert ist, ob auch Seife für kosmetische Zwecke oder nur solche für die Säuberung von Fäkalextraktresten erzeugt wurde. Nach Kriegsende war der Seifenhersteller H. G. Lettner & Söhne KG Inhaber. Nach der Schließung im Jahr 1997 und teilweiser Demontage der Produktionsanlagen nutzten übergangsweise Artisten die hohen Räume im Heizhaus zum Trainieren. 2003 entstand durch Abriss kleinerer Teile und umgreifende Renovierungsmaßnahmen das heutige Veranstaltungszentrum.

## Aufteilung und Konstruktion

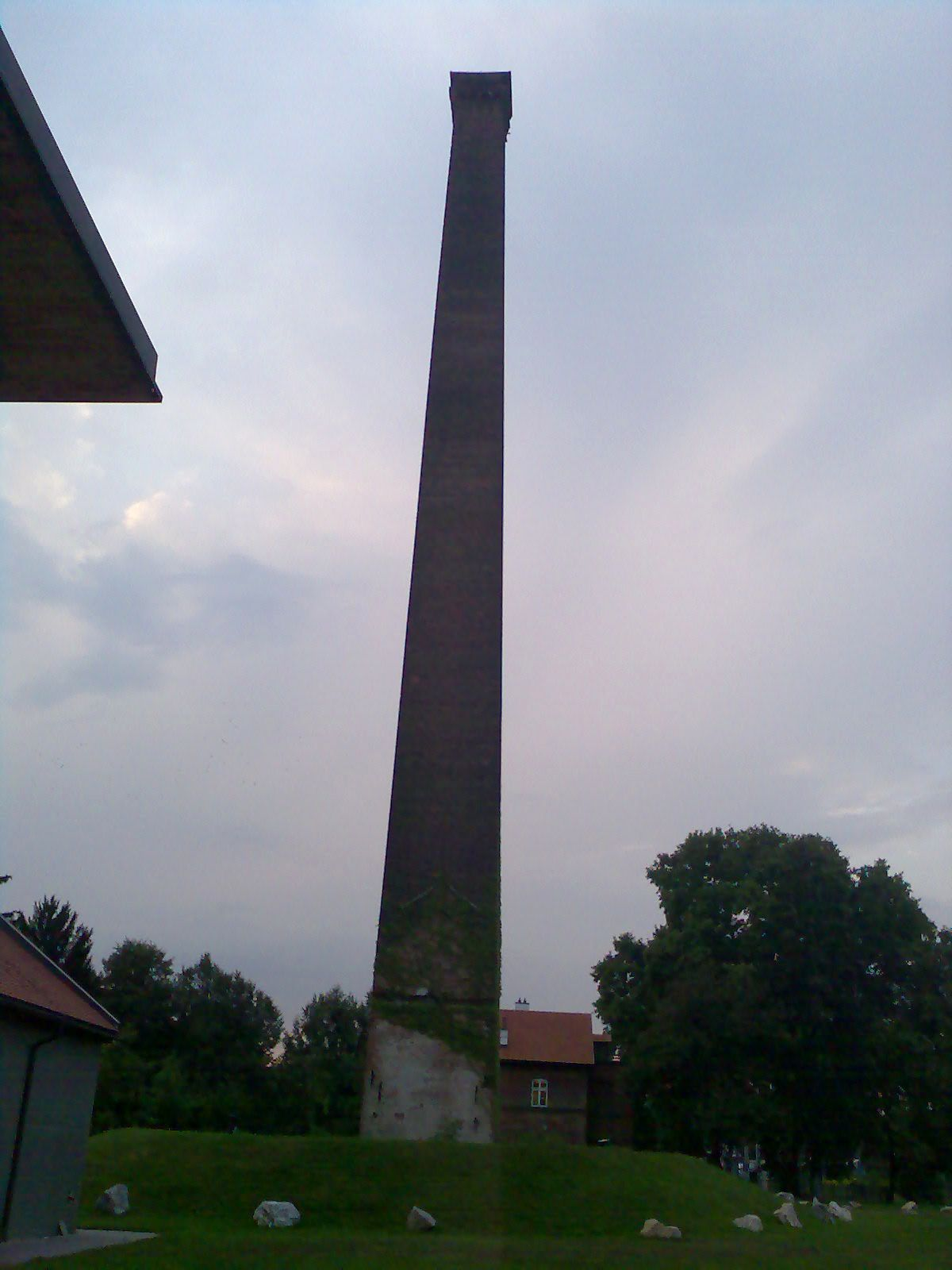
Schornstein

Die Seifenfabrik besteht aus vier Teilen: Foyer, Fachwerkhalle, Markthalle und Extraktionshalle mit angeschlossenem Heizhaus.
Das Foyer verbindet die Fachwerkhalle mit der Markthalle und wurde 2003 neu errichtet. Es ist 14,5 m lang, 13 m breit und zwischen 3 und 5,9 m hoch. Es hat eine Fläche von rund 190 m². Die Fachwerkhalle mit dem freiliegenden und denkmalgeschützten Holzdachstuhl aus dem Jahr 1872 ist knappe 57 m lang, ca. 12 m breit und zwischen 4,5 und 9 m hoch. Die Fläche beträgt rund 695 m². In der ca. 16 m langen, etwa 26 m breiten und 5,3 m hohen Markthalle befindet sich eine freiliegende Stahldeckenkonstruktion. Ihre Gesamtfläche beträgt 400 m². An die Markthalle grenzen die Extraktionshalle und das Heizhaus an. Die Gesamtfläche der beiden Hallen beträgt 350 m². Im Obergeschoß befinden sich zwei Seminarräume mit einer Gesamtfläche von 202 m².
Das gesamte Areal inklusive der Außenbereiche weist eine Gesamtfläche von 32.500 m² auf. Die Veranstaltungsfläche umfasst innen 1.950 m².